# Nathanael Greene
Nathanael Greene (Warwick, 7 de agosto de 1742 - Condado de Chatham, 19 de junho de 1786) foi um Major General do Exército Continental na Guerra de Independência dos Estados Unidos (1775-1783). Ele emergiu da guerra com a reputação de ser o mais talentoso e confiável comandante do General George Washington, e é conhecido pelo seu comando bem sucedido no teatro sul da guerra.

## Biografia
Nascido em Warwick (Rhode Island), Greene foi eleito para a Assembléia Geral de Rhode Island e dirigiu a fundição de sua família. Ele acabou por se opor ao governo britânico em Rhode Island e formou uma milícia em 1774. O Segundo Congresso Continental designou Greene como brigadeiro-general no Exército Continental em 1775 e promoveu Greene a major general em 1776. Ele serviu como subordinado de Washington na campanha de Nova Iorque e Nova Jérsia e na campanha de Filadélfia, e foi intendente-geral do Exército Continental de 1778 a 1780.
Em Dezembro de 1780, Greene foi nomeado para comandar o Exército Continental no teatro sul da Guerra Revolucionária, substituindo o General Horatio Gates. Ele se envolveu numa campanha de sucesso para assediar as forças britânicas sob o General Charles Cornwallis, limitando o controle britânico do Sul às áreas costeiras. Após a guerra, ele declinou a nomeação para Secretário de Guerra do Congresso da Confederação e recebeu subsídios de terras dos vários estados do sul. Ele morreu aos 43 anos em sua plantação em Chatham County, Georgia em 1786. Várias cidades, condados e parques na América tem o seu nome.